# República Popular China en los Juegos Olímpicos de Albertville 1992
La República Popular China estuvo representada en los Juegos Olímpicos de Albertville 1992 por un total de 32 deportistas que compitieron en 6 deportes.
El portador de la bandera en la ceremonia de apertura fue el patinador de velocidad Song Chen.

## Medallistas
El equipo olímpico chino obtuvo las siguientes medallas:
| Nombre    | Deporte                              | Competición |
| --------- | ------------------------------------ | ----------- |
| Oro       |                                      |             |
| —         |                                      |             |
| Plata     |                                      |             |
| Ye Qiaobo | Patinaje de velocidad                | 500 m F     |
| Ye Qiaobo | Patinaje de velocidad                | 1000 m F    |
| Li Yan    | Patinaje de velocidad en pista corta | 500 m F     |
| Bronce    |                                      |             |
| —         |                                      |             |